# Susanne Brunner (Journalistin)
Susanne Brunner (* 13. Juli 1964 in Wetzikon) ist eine Schweizer Journalistin. Sie ist seit September 2022 Leiterin der Auslandredaktion und des Korrespondenten-Netzes von Radio SRF.

## Leben
Brunner wuchs in Kanada, Schottland, Deutschland und in den Kantonen Glarus und Freiburg auf. Sie schloss ihr Journalismus-Studium an der Carleton University in Ottawa ab. 
Sie begann ihre Karriere beim öffentlich-rechtlichen Rundfunk im Jahr 1986, zunächst bei Radio DRS 3, danach bei der Nachrichtensendung 10 vor 10. Ab 2000 war sie Korrespondentin auf mehreren Stationen: zunächst in San Francisco, dann als Westschweiz-Korrespondentin in Lausanne. Ab 2006 moderierte sie bis März 2018 die Radiosendung Tagesgespräch. Von 2018 bis 2022 war sie Nahostkorrespondentin mit Standort in der jordanischen Hauptstadt Amman. Im September 2022 wurde sie zur Leiterin der Auslandredaktion von Radio SRF befördert.
Brunner wurde im Dezember 2024 von der Fachzeitschrift Schweizer Journalist:in zur «Journalistin des Jahres» gewählt. An der Wahl nahmen 1126 Personen aus der Medienbranche teil. Begründet wurde die Wahl mit ihrer «Leidenschaft für ihren Beruf, für das Radio und für Journalismus».